# Saint-Jules
Saint-Jules es un municipio parroquial canadiense situado en la provincia de Quebec.

## Superficie
Saint-Jules tiene una superficie de 55,73 km².

## Demografía
En 2021, tenía 547 habitantes, una densidad poblacional de 9,8 hab./km², y 215 viviendas.